# Вісфатін
Nampt, PBEF і вісфатін (visfatin) — кілька варіантів того ж самого білка тварин, що відрізняються локалізацією та, можливо, посттрансляційною обробкою. Білок виконує в організмі кілька різних фукній. Nampt/PBEF/visfatin є нікотинамідною фосфорибозилтранферазою (Nampt), що каталізує перший крок в біосинтезі NAD з нікотинаміду. Цей білок також відомий як цитокін (PBEF), що забезпечує визрівання B-клітин та інгібує апоптоз нейтрофілів, та як гормон, що секретується жировими клітинами (вісфатін) та активізує інсуліновий рецептор.